# Abbaye Saint-Pierre de Maillezais
Cette  cathédrale n’est pas la seule cathédrale Saint-Pierre.
 (mars 2019).
La cathédrale Saint-Pierre de Maillezais est une ancienne église abbatiale, convertie en 1317 en cathédrale, située à Maillezais, dans le département de la Vendée. Elle demeure le siège de l'évêché de Maillezais jusqu'en 1648, date à laquelle le siège épiscopal est transféré dans la cathédrale Saint-Barthélémy-du-Grand-Temple, à La Rochelle. Depuis 2009, elle est le siège des évêques titulaires de Maillezais.
Les premières constructions datent du Xe siècle, puis la cathédrale achevée vers le XVe siècle est laissée à l'abandon. Ensuite l'ancienne cathédrale est vendue comme bien national durant la Révolution pour servir de carrière de pierre. Les ruines encore visibles sont le réfectoire, le dortoir, la cuisine, la cave à sel, les remparts avec tourelles, ainsi que le côté nord de la cathédrale (clocher, nef et transept). Un logis construit vers la fin du XIXe siècle est visible à l'emplacement de l'ancien palais épiscopal.
L'ancienne abbaye Saint-Pierre (vestiges de l'abbaye) fait l'objet d'un classement au titre des monuments historiques depuis le 30 janvier 1924. Elle est la propriété du conseil départemental de la Vendée.

## Histoire de l'abbaye

### Fondation
Au Xe siècle, l'île de Maillezais est un milieu sauvage, où le duc d'Aquitaine possède un refuge de chasse. Le récit fait en 1060 par le moine Pierre indique qu'au cours d'une chasse, la femme du comte Guillaume Fier-à-Bras, Emma de Blois, découvre dans l'île de Maillezais les ruines d'une chapelle Saint-Hilaire et décide d'y fonder un monastère vers 976.

### Évolution du statut
L'église est consacrée en 989 par Gombaud de Gascogne, archevêque de Bordeaux. Elle est située à Saint-Pierre-le-Vieux, à deux kilomètres de l'abbaye actuelle. C'est l'abbé Gausbert, cousin de la comtesse Emma, qui amène les treize moines de Saint-Julien de Tours qui s'y installent. D'abord sous l'obédience de Saint-Julien de Tours, l'abbaye passe à Saint-Cyprien de Poitiers.
En 1057, elle est réunie à Cluny par le pape Étienne IX.

### Historique
Vers l'an 1000, l'abbé Théodolin se fait donner toute l'île sous réserve de construire une nouvelle abbaye à la place du château, la place forte des ducs d'Aquitaine. Et en 1010, Saint-Pierre-le-Vieux est transféré à Saint-Pierre de Maillezais.
Dès lors, les souverains de ce duché se firent couronner et ensevelir à l'abbaye de Maillezais. Guillaume le Grand, comte de Poitiers et duc d'Aquitaine, y décède en 1030. Il fut inhumé dans le cloître. Ses fils Guillaume et Eudes, et l'évêque de Poitiers Gislebert choisirent aussi de se faire inhumer à Maillezais.
L'abbaye s'enrichit de nombreuses donations et, en 1197, le pape Célestin III confirme à Maillezais plus d'une cinquantaine d'églises et de nombreux domaines dans le Marais Poitevin. Elle était devenue l'abbaye bénédictine la plus riche du Poitou.
Elle a participé aux premiers assèchements du Marais poitevin au XIe siècle. Dans une charte de 1217 Pierre de Volvire permet à la coalition des abbayes de Saint-Michel, de l'Absie, de Saint-Maixent, de Maillezais et de Nieul de creuser un canal pour dessécher les marais du Langon et de Vouillé. Il a été appelé "canal des Cinq-Abbés", un nom évocateur de ce contexte.
En 1225 une guerre déclenchée par Geoffroy de Lusignan détruit une partie de la cathédrale. Mais pour se repentir, il aide à la restructuration des trois dernières travées de la nef.
Elle fut le siège de l'évêché de Maillezais de 1317 à 1648, jusqu'à son transfert à La Rochelle. Geoffroy Pouvreau en fut le premier évêque et Geoffroy de Madaillan d'Estissac fut aussi élu évêque de Maillezais.
C'est en 1518 que Geoffroy de Madaillan d'Estissac devient abbé, grâce au roi François Ier. C'est un érudit qui accorde sa protection à François Rabelais, alors étudiant chez les cordeliers de Fontenay le Comte. Rabelais devient secrétaire du Père Abbé, précepteur de ses neveux, et séjourne à Maillezais durant quatorze ans. Geoffroy d'Estissac fait reconstruire le chœur à partir de 1536.

### Guerres, pillages et destructions

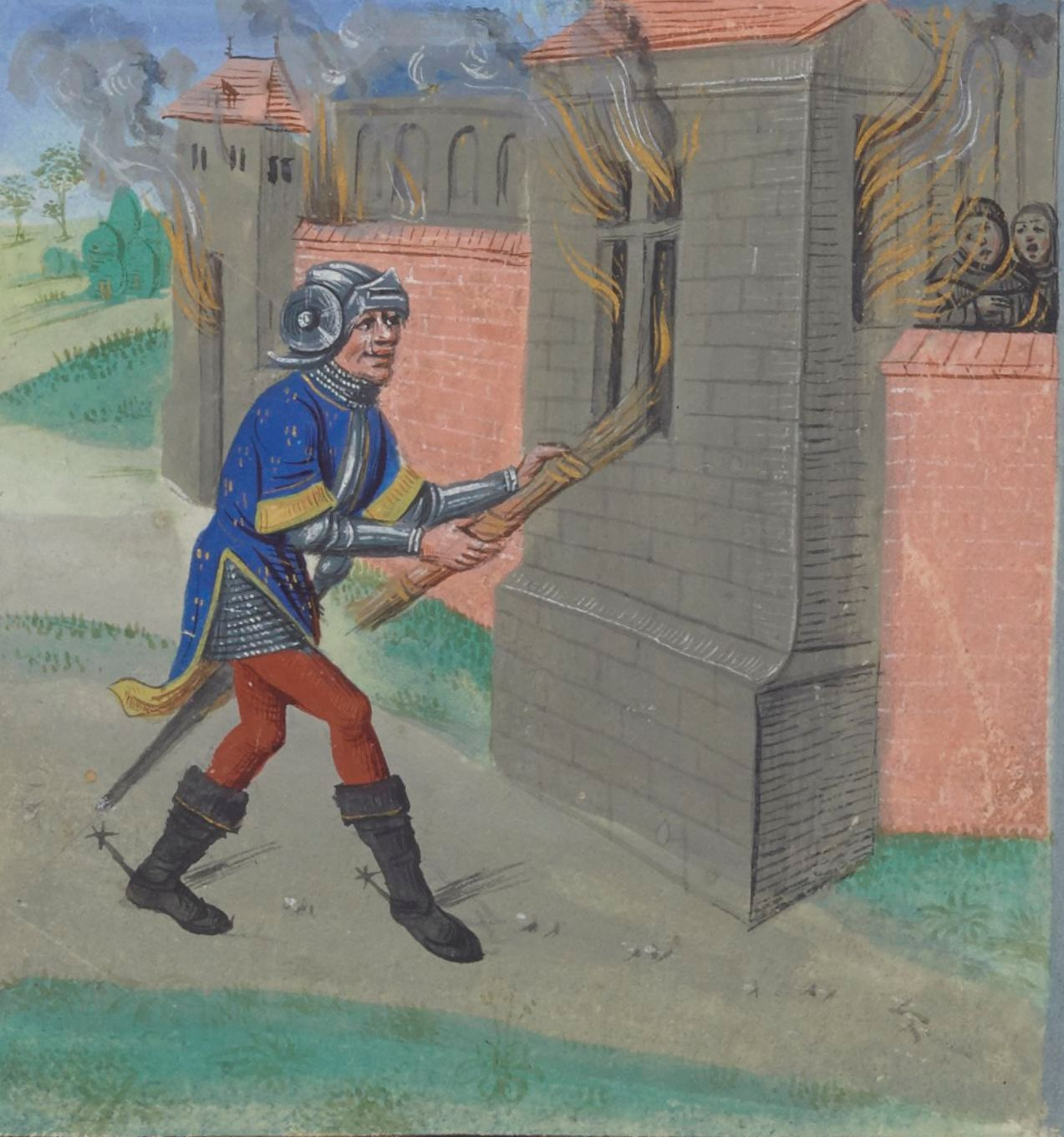
Geoffroy la Grand Dent (personnage littéraire inspiré de Geoffroy II de Lusignan), incendiant l'abbaye de Maillezais, enluminure réalisée pour un manuscrit de l'Histoire de Mélusine de Coudrette (fin XVe siècle).

Elle est ravagée par un incendie en 1082.
Le seigneur de Vouvant, Geoffroy II de Lusignan, lui cause aussi des dommages au XIIIe siècle (épisode repris et romancé dans les romans de Mélusine de Jean d'Arras et de Coudrette).
Durant les guerres de Religion, elle est pillée une première fois en 1562.
Henri de Navarre la fait fortifier et donne son commandement à Châtillon d'Availles qui repousse un assaut en 1587, mais les explosions durant le combat causent la ruine de l'église.
Agrippa d'Aubigné fut nommé gouverneur de Maillezais par Henri IV en 1589, et continue à fortifier le site à l'aide de matériaux prélevés sur le cloître et l'abbatiale. Il va en avoir la garde pendant trente ans, durant lesquels les moines seraient revenus et se seraient réunis dans l'ancien réfectoire.
Le pape Urbain VIII, dans la bulle qu'il accorde en 1629 à Henri de Béthune, lui recommande la remise en état de la maison épiscopale, mais le siège épiscopal est transféré à La Rochelle en 1648 après une tentative vers Fontenay-le-Comte qui échoue.
Jacques Destorage (enquête en 1785 auprès d'anciens habitants du bourg par Prézeau) dit se souvenir d'une cathédrale encore couverte de sa charpente en 1720-1725.

### Perte de fonction religieuse
Elle est abandonnée en 1666.
Elle est vendue comme bien national en 1791. C'est au XIXe siècle qu'elle va être systématiquement détruite par un marchand de matériaux.
En 1840, elle revient à des personnes qui décident de maintenir en état ses vestiges.
Elle est achetée par Edgar Bourloton dans les années 1870.

### Liste des abbés de 990 à 1317
- 990-1000 : Gausbert.
- 1000-1045 : Théodelin.
- 1045-1060 : Humbert.
- 1060-1074 : Goderan.
- 1075-1082 : Drogon.
- 1082-1100 : Geoffroy Ier.
- 1100-1117 : Pierre.
- 1117-1130 : Thibaut.
- 1130-1151 : François.
- 1151-1171 : Gaudin.
- 1171-1174 : Guillaume Ier.
- 1174-1195 : Guillaume II de Reyssia.
- 1195-1207 : Clément.
- 1207-1215 : Étienne.
- 1216-1225 : Clément, à nouveau.
- 1225-1232 : Guillaume III le Fort.
- 1232-1240 : Renaud.
- 1240-1275 : Guillaume IV.
- 1275-1280 : Raoul.
- 1309-1317 : Geoffroy Pouvreau ; il devient le premier évêque du diocèse de Maillezais le 13 août 1317[8],[9].

## Architecture de l'abbaye

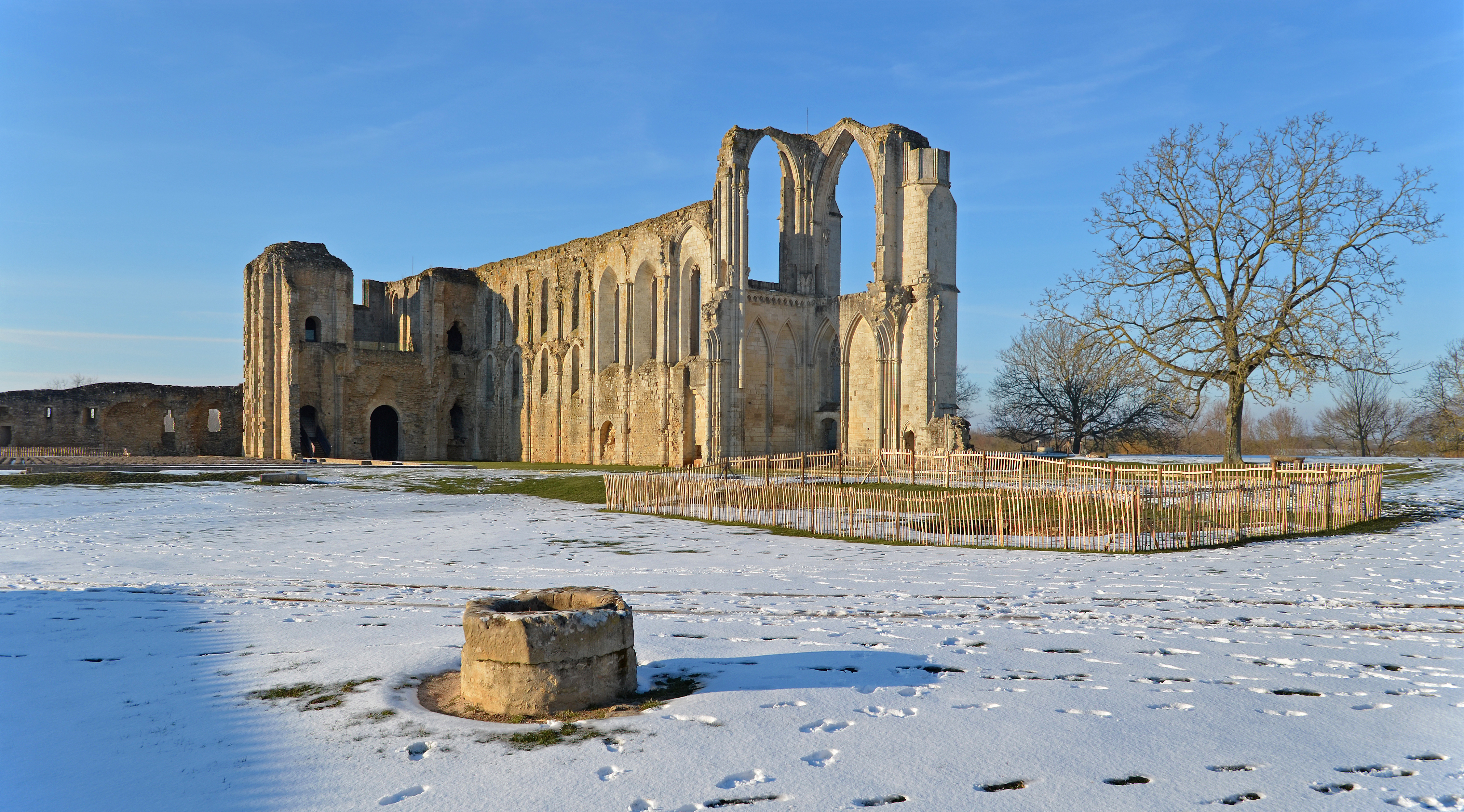
La cathédrale sous la neige.

<Acquise par Poëy d'Avant, ce qui reste de l'abbaye est transformé en logis troubadour.
Les vestiges sont classés monument historique en 1924 et plusieurs campagnes de fouilles sont effectuées. L'abbaye obtient en 1964 le troisième prix au concours de Chefs-d'œuvre en péril.
L'abbaye est construite sur un promontoire qui dominait l'ancien golfe des Pictons.

### L’église abbatiale
L'église romane du XIe siècle a été modifiée et la nef à sept travées présente des collatéraux couverts de voûtes d'arêtes. Le chœur, qui avait été déclaré « bâti au XVe siècle » et « admirable », a totalement disparu. La partie orientale a totalement été reconstruite en style gothique. On note des séries de trilobes et des arcs très aigus.
L'église abbatiale a été bâtie en style roman vers 1005 sous Théodelin, reconstruite en partie sous Goderan après l'incendie de 1082. Elle a été élevée en cathédrale le 13 août 1317, et à cette occasion elle a été reconstruite en style gothique et rehaussée pour marquer le côté « cathédrale », de style gothique angevin dénué de détails flamboyants, pour que le style s'accorde avec les parties romanes occidentales qui ont été conservées.
La cathédrale possédait sept clochers, sans doute dotés de flèches, dont deux se trouvaient en haut de chaque tour du massif occidental, un à la croisée du transept, et les quatre autres sans doute à chaque angle des façades Nord et Sud des transepts.
A la Renaissance, le nouvel évêque, Geoffroy d'Estissac, fait construire un nouveau chœur à partir de 1534.
De la grande cathédrale, il ne reste actuellement qu'une partie du massif occidental dont les deux tours-clochers, le mur du collatéral Nord, le transept Nord avec ses baies gothiques béantes, et les bases d'une partie de l'absidiole orientée nord.

### Les bâtiments conventuels

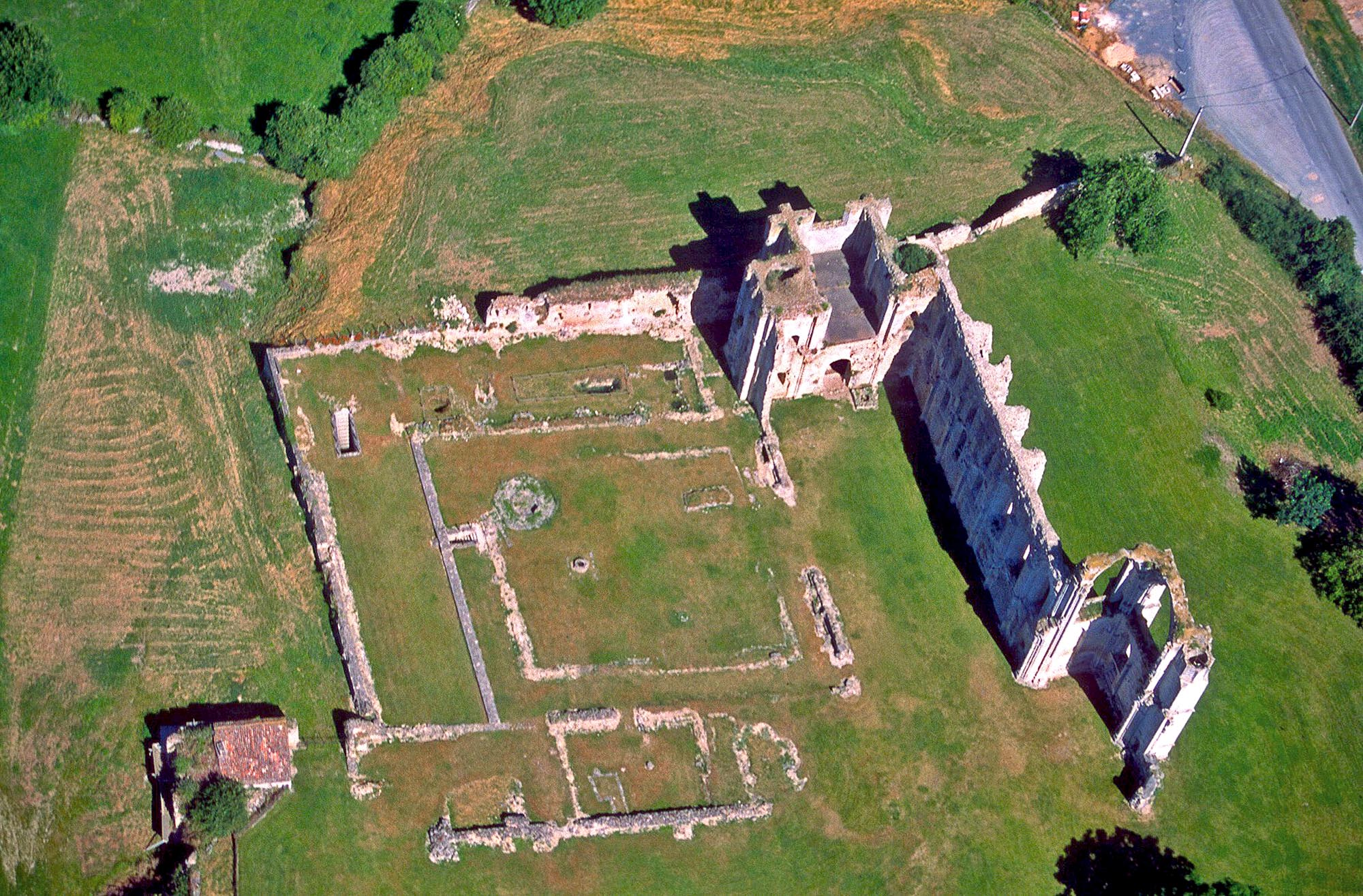
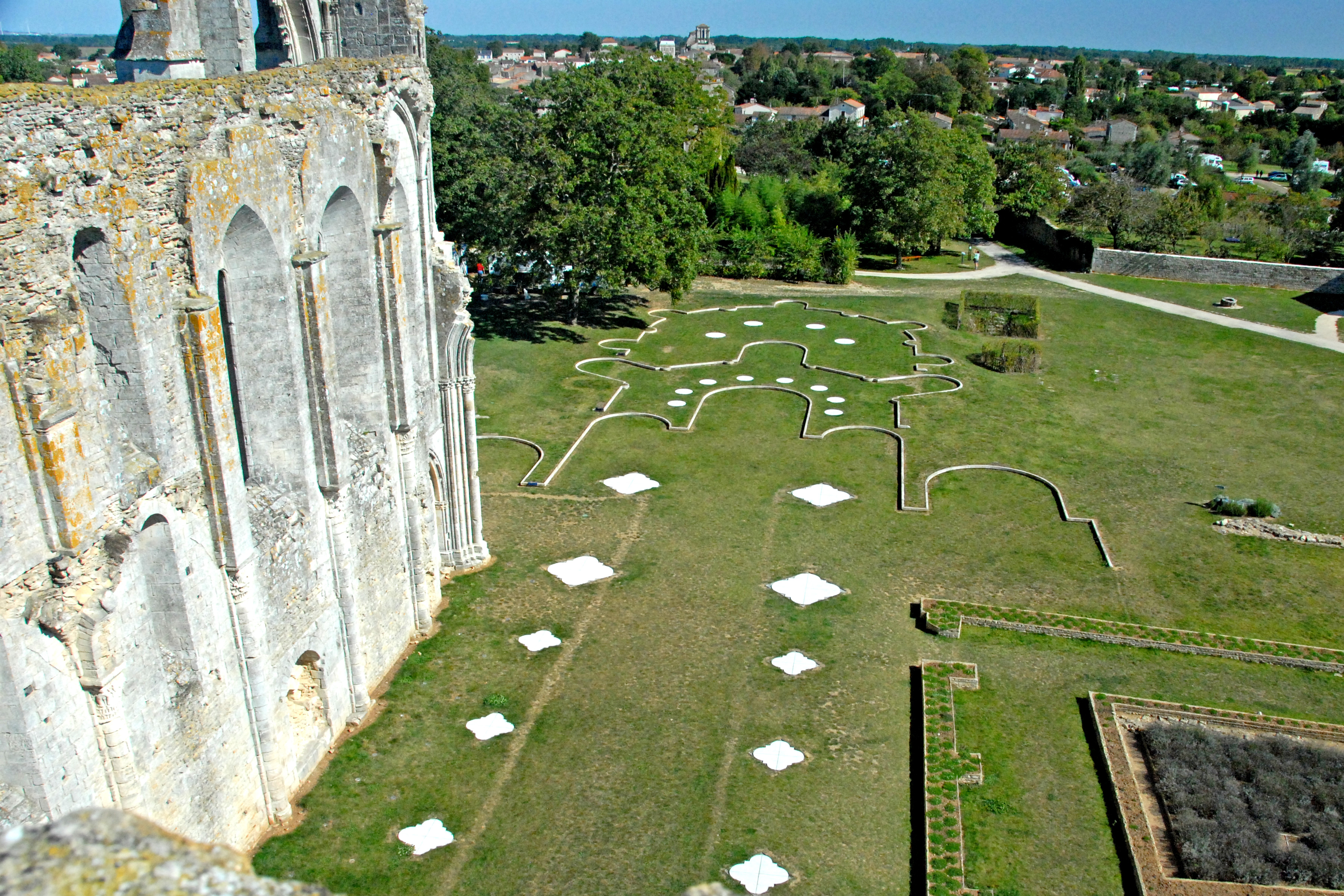
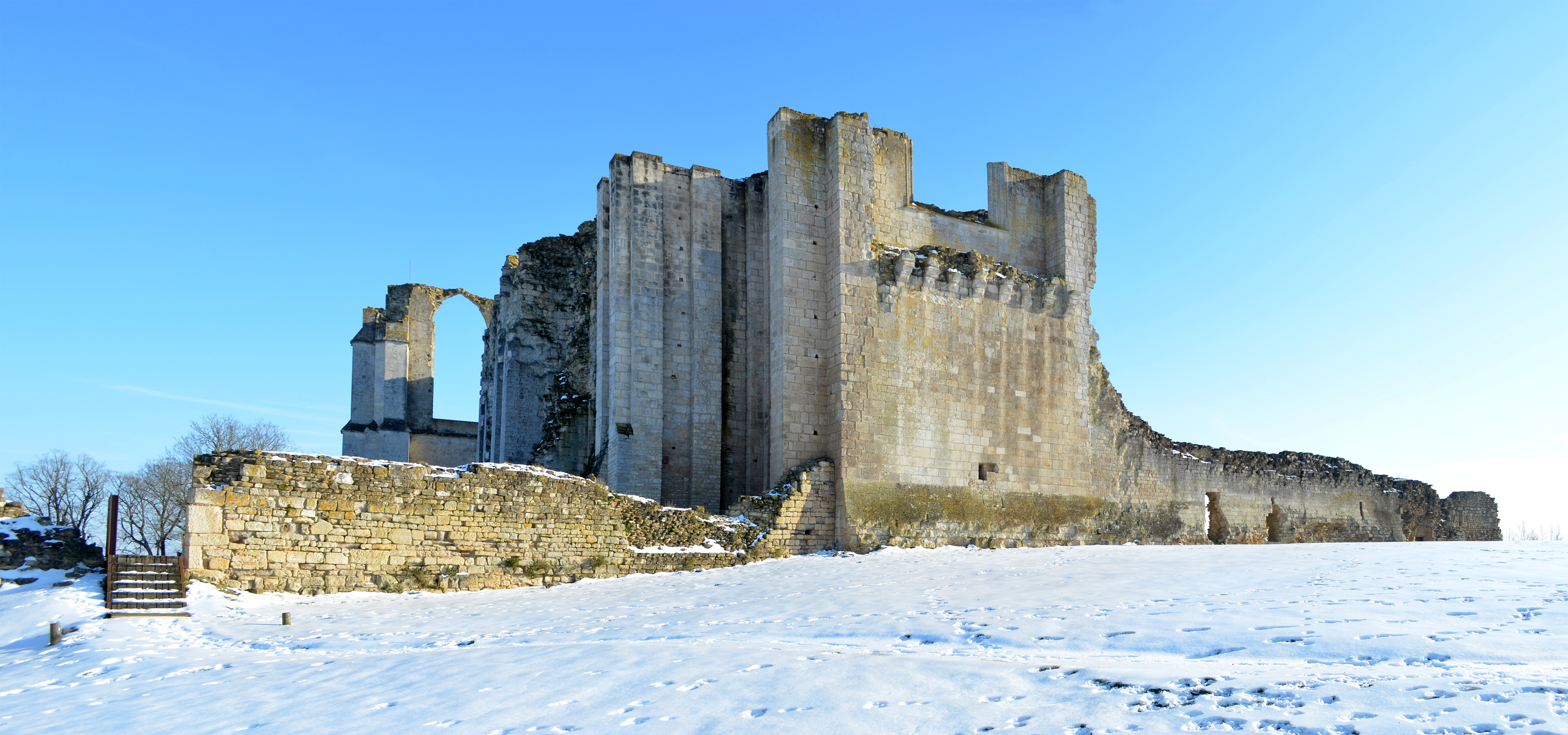
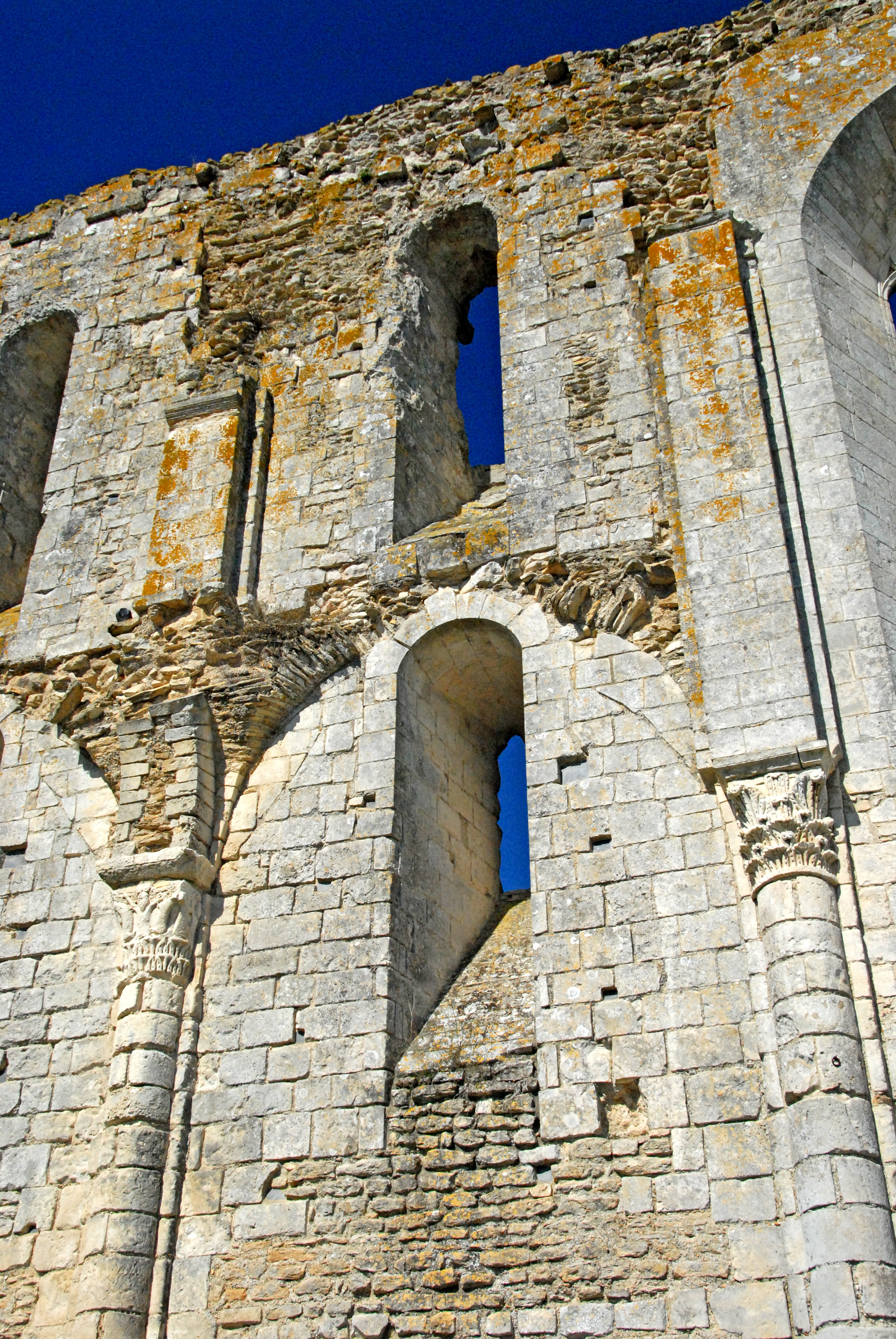
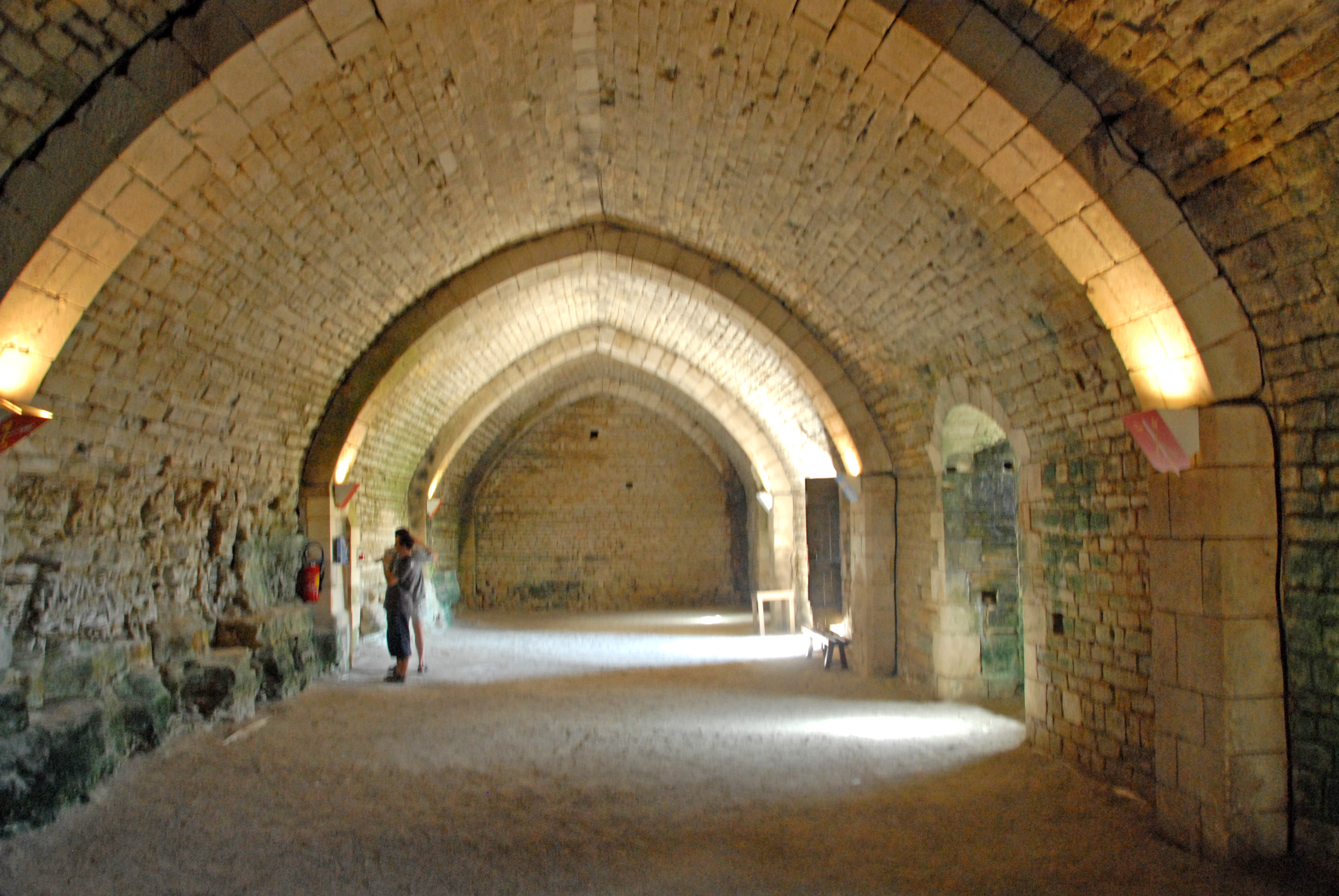
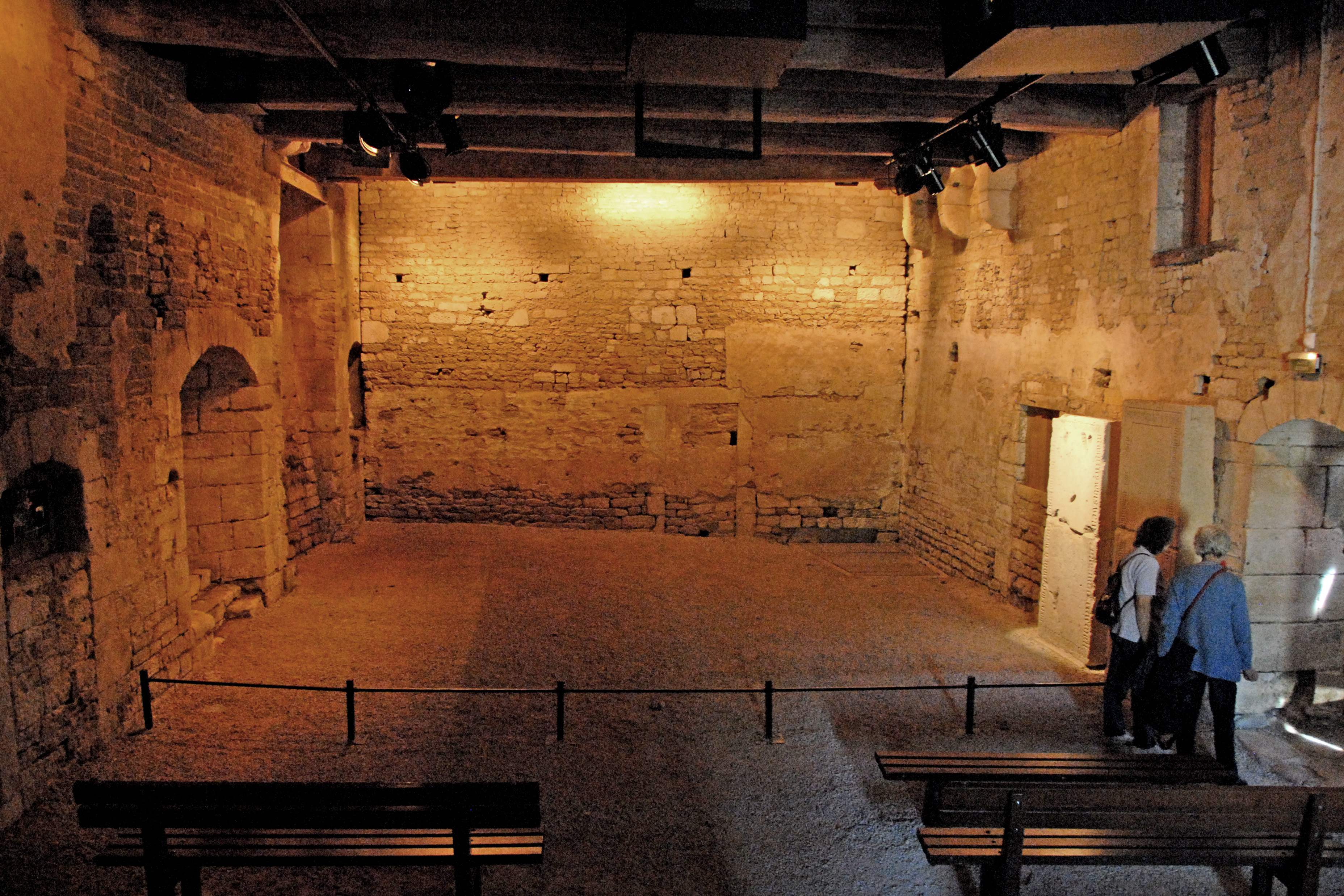

Le cloître situé au sud a été retrouvé lors des fouilles.
L'hôtellerie forme le côté ouest du cloître et se trouve relativement conservée, elle daterait du début du XIVe siècle ou d'avant.

## Dimensions
Il a été estimé[évasif] que la cathédrale pouvait mesurer 105 mètres de long, 33 mètres de large et surtout elle culminait[Quoi ?] à 60 m de haut.
Actuellement les ruines ne font plus que 25 mètres de hauteur.

## Travaux
Le Conseil général de la Vendée rachète l'abbaye de Maillezais en 1996. Débutent alors d'importantes campagnes de fouilles, travaux de restauration et un programme d'animations et de spectacles sur le site.
Des travaux ont eu lieu à l’abbaye entre mars 2008 et juillet 2009. Ils portent sur l'hôtellerie (restauration de la maçonnerie et des ouvertures, mise en place de chéneaux), le cellier (étanchéité) ainsi que le pont d’accès. Les travaux ont permis de réaliser des découvertes de restes archéologiques.

## Évocation littéraire
L'abbaye aurait été bâtie par la fée Mélusine. Dans le Roman de Mélusine de Jean d'Arras, un des fils de Mélusine, Fromont, y est moine. Plus tard, un des frères de ce dernier, Geoffroy à la Grand Dent incendie l'abbaye.